# Sturminster Newton
Sturminster Newton, chiamata localmente Stur, è una parrocchia civile (parish) dell'Inghilterra, facente parte del distretto del North Dorset della contea del Dorset.
Secondo i dati del censimento del 2001, aveva una popolazione di 3 105 abitanti, ma successivamente ha conosciuto un ulteriore sviluppo, grazie alla sua ubicazione nella regione del Sud Ovest che attira la fascia più anziana della popolazione grazie al suo clima, mediamente più favorevole che nel resto del Regno Unito; oltre il 30% della popolazione di Sturminster Newton è costituita da pensionati.
La città si trova in una zona ad economia prettamente agricola, in particolare dedicata all'allevamento ed alla produzione del latte.

## Storia
L'esistenza della città è documentata nella Anglo-Saxon charter del 968 con il nome Nywetone at Stoure e nel Domesday Book come Newentone.
La città nacque nel punto lungo il fiume Stour in cui esisteva un importante guado, che nel XVI secolo venne sostituito da un ponte in pietra a sei arcate e da un argine di 250 m; il ponte venne ampliato in larghezza nel 1820.

## Monumenti
Oltre al ponte del XVI secolo, a Sturminster Newton si trovano alcuni interessanti monumenti.
Sulla riva meridionale del fiume si trova un antico mulino ad acqua, ristrutturato e trasformato in un museo nel 1980, mentre sulla collina accanto al ponte si trovano le rovine di un castello del XIV secolo, più una residenza di campagna che un edificio con funzioni difensive, nonostante la posizione strategica.
Nel centro storico, attualmente formato da edifici di epoche e stili diversi, dal XVII al XIX secolo, si trova la chiesa parrocchiale, costruita nel 1486 dagli abati di Glastonbury sui resti di una preesistente; la chiesa conserva tuttavia praticamente soltanto il tetto originale, essendo stata pesantemente rimaneggiata nel XIX secolo.